# 자유의 두 개념
자유의 두 개념(Two Concepts of Liberty)은 아이제이아 벌린이 1958년 10월 31일 옥스포드 대학에서 한 취임연설문으로 57페이지 분량으로 후에 소책자로 출판되었다.

## 내용

### 소극적 자유
벌린은 토머스 홉스의 자유의 의미를 이용하여 소극적 자유란 외부적인 어떤 사회단체에 의해 강압이나 방해가 없는 상태로 정의하였다. 이 개념은 17세기 후반에 정치적으로 완전한 상태로 정의되기도 하였다.

### 적극적 자유
적극적 자유란 자기스스로 결정할 수 있는 상태를 뜻한다.
벌린은 자유 민주주의 사회에서는 소극적 자유와 적극적 자유가 모두 필요하다라고 주장하였다.

### 적극적 자유의 남용
벌린은 역사적으로 적극적 자유가 남용되기 쉬웠으며, 이것은 플라톤, 아리스토텔레스, 장 자크 루소, 이마누엘 칸트, 헤겔등에 의해 이성적인 행동으로 여겨졌다고 주장하였다. 결국 한 개인의 적극적 자유가 타인의 소극적 자유를 침범하여 문제를 야기 시켰으므로, 총체적인 조절을 통해 인류의 운명이 정해진다고 주장하였다.